# Los Angeles Daily News
Le Los Angeles Daily News est le deuxième quotidien payant le plus diffusé de Los Angeles, en Californie. Il fait partie du Southern California News Group (en), une branche de Digital First Media (en), basé au Colorado.
Les bureaux du Daily News se trouvent à Chatsworth, et une grande partie des reportages du journal est destinée aux lecteurs de la vallée de San Fernando à Los Angeles. Ses articles ont tendance à se concentrer sur des questions concernant les entreprises locales de la vallée de San Fernando, l'éducation et la criminalité.

## Histoire

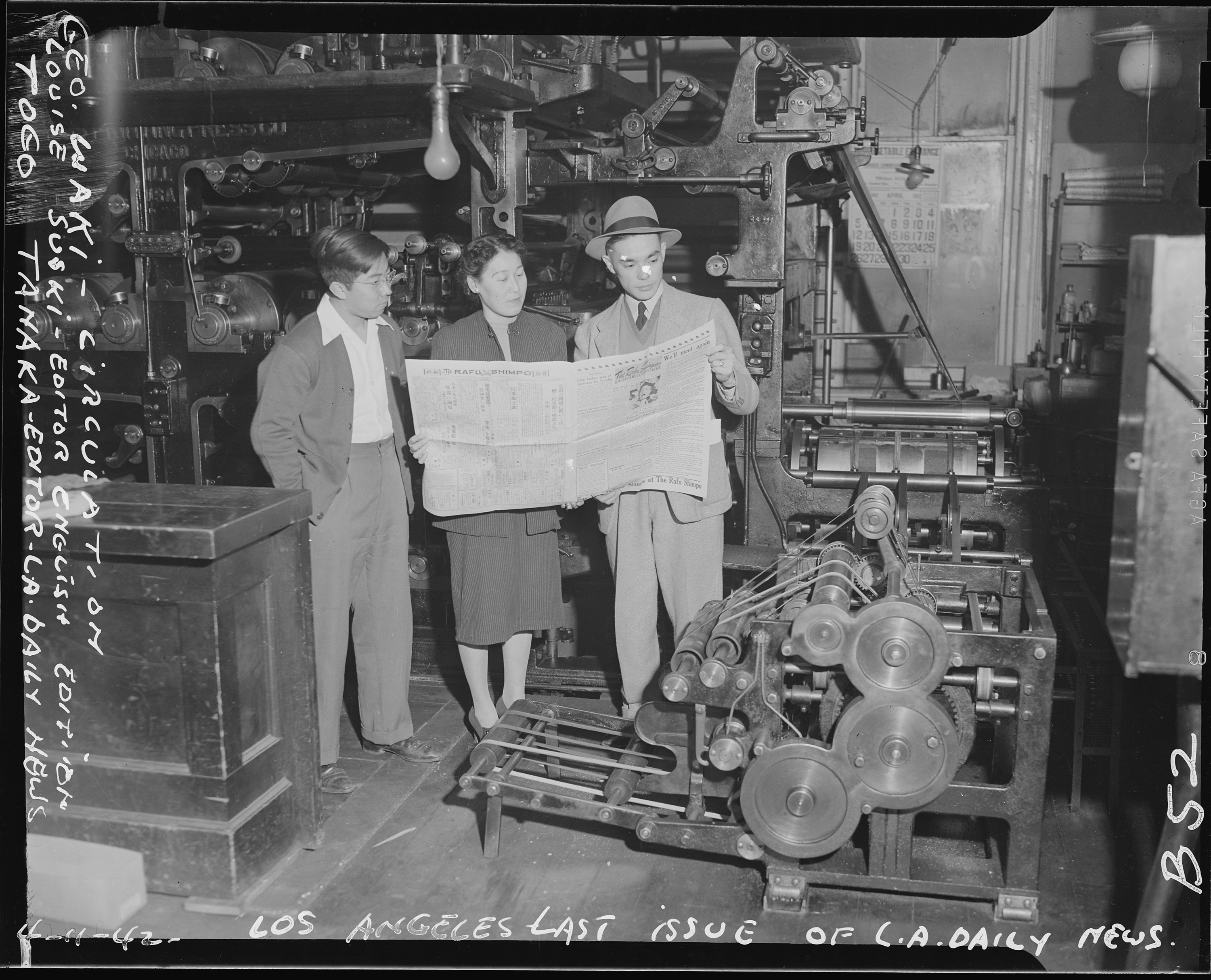
Sortie de l'édition du 11 avril 1942.

Le Los Angeles Daily News a commencé à être publié à Van Nuys sous le nom de Van Nuys Call en 1911, se transformant en Van Nuys News après une fusion avec un journal concurrent appelé The News. En 1953, le journal a été rebaptisé Van Nuys News and Valley Green Sheet. La première page était produite sur du papier journal vert. Pendant cette période, le journal était livré quatre fois par semaine gratuitement aux lecteurs dans 14 éditions de zone de la vallée de San Fernando.
En 1971, le journal a été vendu à la Tribune Company par les premiers propriétaires familiaux. En 1976, pour ne pas trop insister sur le site de Van Nuys, le journal a changé de nom pour devenir le Valley News and Green Sheet, et s'est progressivement transformé de l'exploitation quatre fois par semaine en un quotidien à tirage payant. Au cours de cette période, le tirage est passé à 210 000 exemplaires.
En 1981, le journal a changé de nom pour devenir le Daily News of Los Angeles et est devenu un quotidien. En 1985, Tribune a acheté KTLA et, en raison des lois de propriété de l'époque, elle a vendu le journal à Jack Kent Cooke, qui a dépensé des millions de dollars pour construire des bureaux ultramodernes et étendre la couverture à toute la vallée de San Fernando.
Lorsque le Los Angeles Herald-Examiner (en) a fait faillite le 2 novembre 1989, le Daily News est devenu le deuxième plus grand journal de la ville, derrière le Los Angeles Times. À la mort de Cooke en 1998, MediaNews de William Dean Singleton (en) a acheté le journal et l'a regroupé avec ses autres participations MediaNews de Californie du Sud au sein du Los Angeles Newspaper Group (LANG).
Le groupe a brièvement publié des éditions locales pour la vallée d'Antelope, Santa Clarita et le comté de Ventura. Cependant, pour réduire les coûts et consolider les ressources, les éditions locales ont été éliminées. Dans le cadre des rapports de diffusion pour le Southern California News Group (en), tous les journaux de LANG sont considérés comme des éditions du Daily News.
Il a soutenu Barack Obama à la présidence en 2008, mais a ensuite soutenu son adversaire Mitt Romney en 2012.
Le rédacteur en chef est actuellement Frank Pine.

## Premier journal
Le Daily News n'a aucun rapport avec un précédent Los Angeles Daily News, un journal du matin basé dans le centre-ville de Los Angeles qui a cessé de paraître le 18 décembre 1954. Un journal encore plus ancien, le Los Angeles Daily News, a été imprimé à partir de 1869 et a continué à paraître pendant un certain nombre d'années,.